# Іллеріх
Іллеріх (нім. Illerich) — громада в Німеччині, розташована в землі Рейнланд-Пфальц. Входить до складу району Кохем-Целль. Складова частина об'єднання громад Кайзерзеш.
Площа — 7,74 км2. Населення становить 769 ос. (станом на 31 грудня 2020).